# Динамо (Лафборо)
«Дина́мо» Лафборо (англ. Loughborough Dynamo Football Club) — англійський футбольний клуб із міста Лафборо, заснований у 1955 році. Виступає у Північній Прем'єр-Лізі Англії. Домашні матчі приймає на стадіоні «Нанпентенс Спортс Ґраунд», потужністю 1 500 глядачів.
Клуб отримав свою назву від московського «Динамо», команда якого напередодні заснування клубу у Лафборо грала проти «Вулвергемптона». У свою чергу клубні кольори та стиль символіки запозичили у самого «Вулвергемптона».